# Lycophotia arcana
Lycophotia arcana är en fjärilsart som beskrevs av Karl Schawerda 1931. Lycophotia arcana ingår i släktet Lycophotia och familjen nattflyn. Inga underarter finns listade i Catalogue of Life.